# Stanislav Tymofejenko
Stanislav Oleksandrovyč Tymofejenko (in ucraino Станіслав Олександрович Тимофеєнко?; Dnipropetrovs'k, 3 giugno 1989) è un cestista ucraino.

## Carriera
Con l'Ucraina ha disputato i Campionati europei del 2015.
Alla Coppa del Mondo 3x3 2019, a cui ha partecipato con l'Ucraina, ha vinto la medaglia d'argento nella competizione individuale degli shoot-out.

## Palmarès
- Campionato ucraino: 3

Dnipro: 2019-20, 2023-24, 2024-25
- Coppa d'Ucraina: 6

Dnipro: 2011, 2017, 2018, 2019, 2024, 2025